# المساهمة الأسترالية في حرب الخليج الثانية

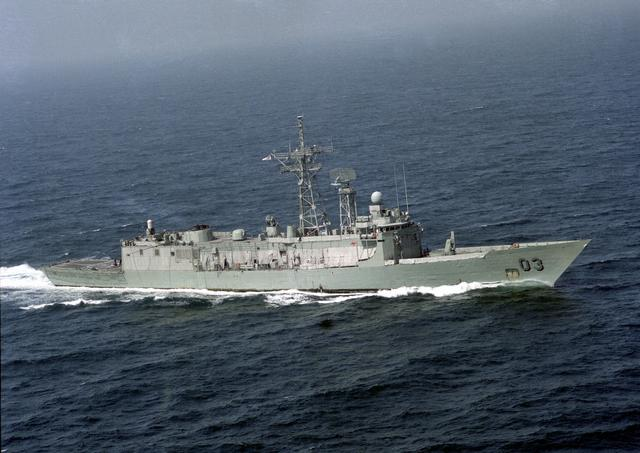
سفينة إتش إم أيه إس سيدني في الخليج العربي في عام 1991. لاحظ الرادار الذي تم تركيبه على جانب السفينة.

كانت أستراليا عضوا في القوات العسكرية للتحالف الدولي الذي شارك في حرب الخليج الثانية عام 1991 المعروفة أيضا باسم عملية عاصفة الصحراء. في حين أن القوات الأسترالية لم تشارك في القتال البري إلا أنها لعبت دورا هاما في فرض العقوبات التي وضعت ضد العراق بعد غزو الكويت فضلا عن مساهمات دعم المشاريع الصغيرة الأخرى لعملية عاصفة الصحراء.

## النظرة العامة
مساهمة أستراليا في حرب الخليج الثانية عام 1991 تركزت على مجموعة المهام البحرية التي تشكل جزءا من أسطول متعددة الجنسيات في الخليج العربي وخليج عمان في إطار عملية الدمقس. بالإضافة إلى ذلك تم نشر فرق طبية على متن سفينة مستشفى أمريكي وقام فريق الغوص بإزالة ألغام من مرافق الموانئ الكويتية في نهاية الحرب. بعد انتهاء الحرب نشرت أستراليا وحدة طبية ضمن عملية الموئل في شمال العراق كجزء من عملية توفير الراحة. في حين كانت هناك مقترحات لنشر وحدات أخرى (بما في ذلك طلب الولايات المتحدة على ما يبدو لطائرة الاستطلاع إف-111 آردفارك) فإن هذه المقترحات لم تسفر عن شيء ولم تنشر أي وحدات قتالية أسترالية برية أو جوية. في حين تشير بعض المنشورات أن الخدمات الجوية الخاصة الأسترالية شاركت في الحرب وهذا غير صحيح (على الرغم من أن الخدمات الجوية الخاصة الأسترالية وصلت إلى أعلى مستوى من الاستعداد وعدد قليل جدا من أفرادها تبادلوا مواقعهم مع الخدمات الجوية الخاصة البريطانية). كان يوجد 1800 موظف منتشر فيما بين أغسطس 1990 وسبتمبر 1991. في أعقاب الصراع واصلت السفن الحربية البحرية الملكية الأسترالية انتشارها في الخليج العربي بشكل دوري لفرض عقوبات ضد العراق حتى غزو العراق عام 2003.

## البحرية الملكية الأسترالية

### عملية الدمقس 1 (6 سبتمبر 1990 - 3 ديسمبر 1990)
مجموعة مهمة 627.4
- أتش إم أيه إس أديلايد:
  - 1 سيكورسكي إس-70، 816 سرب أر أيه إن و1 يوروكوبتر إيه إس 350، 723 سرب أر أيه إن.
- أتش إم أيه إس داروين:
  - 1 سيكورسكي إس-70، 816 سرب أر أيه إن و1 يوروكوبتر إيه إس 350، 723 سرب أر أيه إن.
- أتش إم أيه إس ساكسيس:
  - مفرزة و111 بطارية (نور)، فوج الدفاع الجوي السادس عشر
  - 1 يوروكوبتر إيه إس 350، 723 سرب أر أيه إن.

### عملية الدمقس 2 (3 ديسمبر 1990 - 28 مايو 1991)
مجموعة مهمة 627.4
- إتش إم أيه إس بريزبان: حتى 26 مارس 1991.
- إتش إم أيه إس سيدني: حتى 26 مارس 1991.
  - 1 سيكورسكي إس-70، 816 سرب أر أيه إن و1 يوروكوبتر إيه إس 350، 723 سرب أر أيه إن.
- إتش إم أيه إس ويستراليا: من 26 يناير 1991 إلى يونيو 1991.
  - مفرزة و111 بطارية (نور)، فوج الدفاع الجوي السادس عشر.

### عملية الدمقس 3 (13 يونيو 1991 - 4 سبتمبر 1991)
- أتش إم أيه إس داروين:
  - 1 سيكورسكي إس-70، 816 سرب أر أيه إن و1 يوروكوبتر إيه إس 350، 723 سرب أر أيه إن.

### عملية الدمقس 6 (أكتوبر 1992 - أبريل 1993)
- أتش إم أيه إس كانبيرا.

### توزيعات أخرى
- لوجستية دعم العنصر (مسقط، عمان).
  - الدعم اللوجستي مفرزة البحرين.
  - الدعم اللوجستي مفرزة دبي.

### فريق مهام عناصر الدعم الطبي (خدم على متن حاملة طائرات أمريكية)
- فريق مهام عناصر الدعم الطبي 1: من 13 سبتمبر 1990 إلى 4 يناير 1991.
- فريق مهام عناصر الدعم الطبي 2: من 31 ديسمبر 1990 إلى 15 مارس 1991.
- فريق مهام عناصر الدعم الطبي 3: من 13 يناير 1991 إلى 15 مارس 1991.

فريق الغوص للإزالة 3 عمل من 27 يناير 1991 حتى 10 مايو 1991. شارك في عمليات إزالة الألغام في الكويت من 5 مارس إلى 19 أبريل 1991.

## سلاح الجوي الملكي الأسترالي
قدمت طائرة لوكهيد سي-130 هيركوليز رقم 36 ورقم 37 ضمن أسراب خدمة نقل مكوكية بين أستراليا والخليج العربي. حلقت طائرة بوينغ 707 من السرب رقم 33 وطائرة الشخصيات المهمة من السرب رقم 34 أيضا في الشرق الأوسط. نشر فريق صغير من مصوري ومترجمي سلاح الجو الملكي الأسترالي في المملكة العربية السعودية. نشر محللي استخبارات من سلاح الجو الملكي الأسترالي ومنظمة استخبارات الدفاع أيضا في المملكة العربية السعودية.

## الجيش الأسترالي
الوحدة الأسترالية الوحيدة التي شاركت في حرب الخليج الثانية هي فرق صواريخ مضادة للطائرات من فوج الدفاع الجوي السادس عشر التابع للمدفعية الملكية الأسترالية الذين كانوا مجهزين بصواريخ آر بي إس 70 للدفاع عن إتش إم أيه إس ساكسيس وإتش إم أيه إس ويستراليا. عدد قليل من الأستراليين (خاصة من ضباط الجيش) تبادلوا العمل مع نظرائهم الأمريكيين والبريطانيين للعمل في الخليج العربي.

## عملية توفير الراحة / عملية الموئل (16 مايو 1991 - 30 يونيو 1991)
شارك 75 فرد من الجيش وسلاح الجو الملكي الأسترالي في عملية الموئل وفيما كانت المساهمة الأسترالية في عملية توفير الراحة هي إيصال المساعدات الإنسانية إلى الكرد الذين يعيشون في منطقة الحظر التي أعلنتها الأمم المتحدة في شمال العراق.
- الوحدة الطبية الأسترالية (غير-آي-بيت، شمال العراق)
  - المقر الرئيسي وفريق الدعم الإداري
  - أربعة فرق طبية
  - فريق طب الأسنان
  - القسم الطبي الوقائي
  - القسم الهندسي